# Saldula lattini
Saldula lattini är en insektsart som beskrevs av Chapman och Polhemus 1965. Saldula lattini ingår i släktet Saldula och familjen strandskinnbaggar. Inga underarter finns listade i Catalogue of Life.